# Bettina Semmer
Bettina Semmer (* 15. Februar 1955 in Düsseldorf) ist eine deutsche bildende Künstlerin.

## Leben
Bettina Semmer studierte ursprünglich Germanistik und Sozialwissenschaften. Ab 1975 studierte sie Kunst, zuerst in Münster, ab 1976 dann an der HfBK Hamburg (Klasse Polke/Walther/Filmklasse Neumann) mit einem Gastsemester an der Kunstakademie Düsseldorf (Klasse Gerhard Richter). 1992 schließlich MA in Fine Arts am Goldsmiths College in London. Sie wird zu den Neuen Wilden der 1980er-Jahre gezählt und trat in Gruppenausstellungen und Kollaborationen mit Rosemarie Trockel und Jutta Koether in Erscheinung. Seit 2009 ist sie über Artifariti in der Westsahara mit Kunstprojekten, Filmen und einem Menschenrechtssymposium zur dOCUMENTA (13) aktiv. 2010 gründet sie „Semmer-Berlin, Projektraum und Galerie“. Bettina Semmer hat eine Tochter und lebt und arbeitet in Berlin.

## Ausstellungen
Einzelausstellungen:
- Wandbild. Buch-Handlung Welt. Hamburg, 1982
- Künstlerhaus Hamburg. Hamburg, 1983
- Forum-Messe. Zürich, 1984
- Vier Bilder. Galerie Ascan Crone. Hamburg, 1985
- Josh Baer Gallery. New York, 1985
- Interim Art. Maureen O. Paley. London, 1986
- Forum-Messe. Hamburg, 1988
- Sevilla. Galerie Bleich-Rossi. Graz, 1988
- La Maquina Española. Sevilla, 1990
- Schweizerischer Bankverein. Baden-Baden, 1997
- Assisted Painting Series. Spacex Gallery. Exeter, 2000
- UBS. Baden-Baden, 2000
- Hollow and Empty. The Fish House Gallery. London, 2002
- Stroh zu Gold. Gallery 33. Berlin, 2006
- still. Club von Berlin. Berlin, 2007
- Portraitmalerei. Kornhäuschen. Aschaffenburg, 2008
- A stunning Left Hook Semmer-Berlin, 2014
- Die Mitte ist der Rand Dat-Galerie, Berlin 2014

Gruppenausstellungen:
- Frauenkunst. (mit Johanna Kandl). Fettstrasse 7A. Hamburg, 1982
- Ziehe Vor.... (mit Rosemarie Trockel). Kunstwoche Bonn. Bonn, 1984
- La femme et l'art. Triennale. Le Landeron, 1984
- Peinture Allemande. (mit Jutta Koether und Rosemarie Trockel). La Grande Serre. Rouen, 1985
- Koether, Semmer, Trockel. La Maquina Española. Sevilla, 1985
- Frauenkunst. Ausstellungsraum Rainer Fichel. Hamburg, 1986
- Balkon. Künstlerhaus München. München, 1987
- Diedrich Diederichsen. Forum Stadtpark. Graz, 1987
- Broken Neon. Forum Stadtpark. Graz, 1988
- Hamburg Abroad. EVAC. Ipswich, 1991
- What about having our meanings back. Goldsmiths’ Gallery. London, 1992
- Kunst Knast. Gesellschaft der Freunde Junger Kunst. Baden-Baden, 2000
- Aktion Publikumsjoker. Kunsthalle Baden-Baden. Baden-Baden, 2001
- Fluent – Painting and Words. Camberwell College. London, 2002
- Double Bind. Künstlerhaus Bethanien. Berlin, 2003
- Double Bind. Kunsthalle Bremen. Bremen, 2004
- Willkür mit Kontrast. Ausstellungsraum Transient. Berlin, 2010
- Paradestücke, Schloss Sacrow, 2012
- Das Afrika Dreieck Potsdam, 2012
- Ende, Kunstverein Schwerin, 2013
- Faszination und Fassade. Momente Künstlerischer Einmischung, 2014
- THE 80S, Städel Museum, Frankfurt am Main, 2015
- Die Erfindung der Neuen Wilden – Malerei und Subkultur um 1980, Ludwig Forum, Aachen, 2018/19[5]
- Our Voices - Auf den Spuren Bildender Künstlerinnen (75 Jahre Deutscher Künstlerbund), Wilhelm-Hack-Museum, 2025[6]
- Ostfriesland Biennale, Kunsthalle Emden, 2025[7]

## Veröffentlichungen
- Vier Bilder. (Vorwort von Diedrich Diederichsen). Hamburg: Galerie Ascan Crone, 1985
- Balkon. (mit Johanna Hess, Ika Huber, Johanna Kandl, Jutta Koether, Michaela Melián, Rosemarie Trockel). München: Künstlerhaus München, 1987
- Sevilla. Graz: Galerie Bleich-Rossi, 1988
- Assisted Painting Series. Exeter: Spacex Gallery, 2000
- Schlachtensee. Berlin, 2004
- Portraits 1995–2005. Berlin, 2006
- Monografie Bettina Semmer. VFMK Verlag für moderne Kunst GmbH, Wien, 2023[8]

## Filmografie
- Das Grab von Walter Benjamin, Super 8 auf Video, 1979
- Gesagt Getan, 16 mm, 1980
- Fluss ohne Wiederkehr, 16 mm, 1981
- Das Weinende Mädchen, digital Video, 2010
- Und muss nicht so sein... Gerd Semmers Widerworte, Dokumentation, 2017